# The Patriot; or, The Horrors of War
The Patriot; or, The Horrors of War è un cortometraggio muto del 1908. Il nome del regista non viene riportato nei credit del film.

## Trama
Un contadino, mentre sta lavorando nei campi, sente intorno gli spari della battaglia. L'uomo, tornato a casa, dice alla moglie che anche lui deve partire per la guerra. Lei cerca di fermarlo ma lui è inflessibile: preso il cappello, se ne va. Nel bosco, incontra i soldati che stanno combattendo. Preso un fucile a un morto, si unisce a loro. Ben presto il piccolo gruppo viene costretto alla ritirata e gli uomini trovano rifugio in una casa deserta dove si asserragliano. Le munizioni cominciano a scarseggiare e il nemico riesce a irrompere nell'edificio. I sopravvissuti sono messi in fila, condannati alla fucilazione. La moglie del contadino, che aspetta il suo ritorno a casa, vedendo che lui è ancora via, si mette lo scialle per andare a cercarlo. Lo trova nella fila dei condannati. Disperata, gli si avvinghia al collo me viene portata via mentre il plotone di esecuzione spara uccidendo tutti gli uomini. Lei crolla sul corpo del marito mentre i militari se ne vanno.

## Produzione
Il film fu prodotto dalla Vitagraph Company of America.

## Distribuzione
Distribuito dalla Vitagraph Company of America, il film - un cortometraggio di 103 metri - uscì nelle sale cinematografiche statunitensi il 27 giugno 1908.